# Oblaci

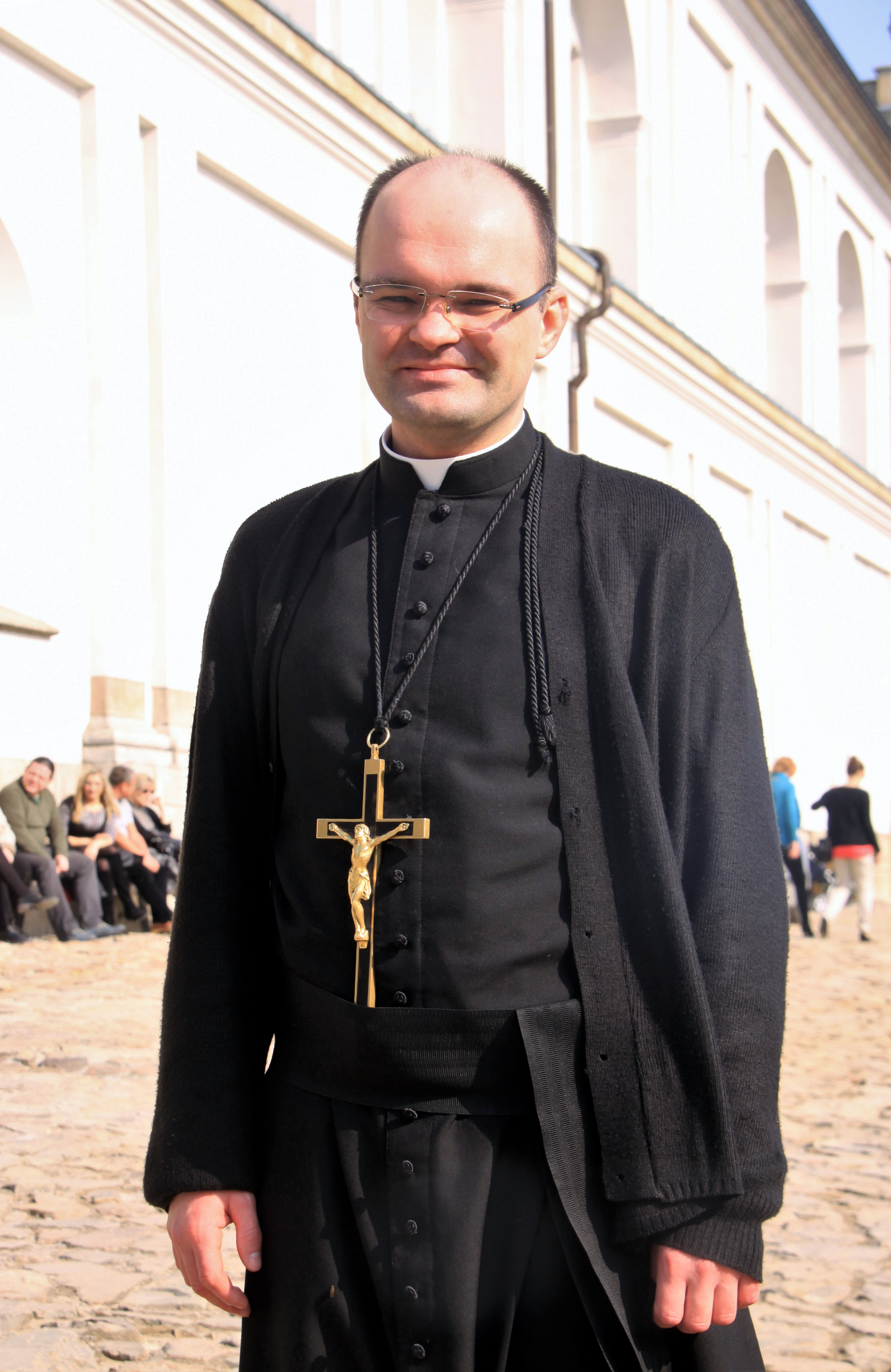
Oblat ze Świętego Krzyża

Misjonarze oblaci MN, Zgromadzenie Misjonarzy Oblatów Maryi Niepokalanej (OMI) – zgromadzenie zakonne założone 25 stycznia 1816 roku przez późniejszego biskupa Marsylii św. Eugeniusza de Mazenoda, a zatwierdzone w 17 lutego 1826 roku przez papieża Leona XII. Od 2022 superiorem generalnym zgromadzenia jest o. Luis Ignacio Rois Alonso OMI, a wikariuszem generalnym o. Antoni Bochm OMI.

## Historia
Zgromadzenie zostało założone przez św. Eugeniusza de Mazenoda, późniejszego biskupa Marsylii, 25 stycznia 1816 roku w Aix-en-Provence (Prowansja). Na początku znalazł on 4 ochotników, którzy podzielali jego zapał i chcieli poświęcić się odnowie spustoszonego przez rewolucję francuską Kościoła. Ta wspólnota księży nosiła pierwotnie nazwę "Misjonarzy Prowansji". Poświęcali się oni przede wszystkim odnowie moralnej ludu francuskiego poprzez głoszenie rekolekcji i misji świętych.
W 1823 roku, po nominacji stryja św. Eugeniusza na biskupa, Eugeniusz został mianowany wikariuszem generalnym w Marsylii. W 1825 roku o. Eugeniusz zaczął starać się o papieskie zatwierdzenie Zgromadzenia i uzyskał je 17 lutego 1826 roku. Papież Leon XII zatwierdził Zgromadzenie pod nazwą "Misjonarze Oblaci Maryi Niepokalanej". Zgromadzenie liczyło wtedy zaledwie 20 oblatów i 8 nowicjuszy skupionych w 4 domach zakonnych.
W dniu śmierci świętego Eugeniusza de Mazenoda założone przez niego Zgromadzenie liczyło 414 członków i miało placówki w Europie, w Ameryce Północnej i Środkowej, w Azji i w Afryce.
Po śmierci ojca założyciela oblaci MN rozszerzyli swoją działalność misyjną na pozostałe kontynenty, tzn. na Australię i Oceanię oraz Amerykę Południową.

## Misjonarze oblaci MN w Polsce
W Polsce oblaci MN są obecni od 1920 roku. Pracują w 21 domach: Poznaniu, Obrze, Świętym Krzyżu, Bodzanowie, Gdańsku, Gorzowie Wielkopolskim, Grotnikach, Iławie, Katowicach, Kędzierzynie-Koźlu, Kodniu, Laskowicach, Lublinie, Lublińcu, Kokotku, Opolu, Siedlcach, Warszawie, Wrocławiu, Łebie i Zahutyniu. Dom prowincjalny znajduje się w Poznaniu. Domy formacyjne znajdują się w Obrze - Wyższe Seminarium Duchowne i na Świętym Krzyżu - nowicjat.
Od 2010 do 2014 r. urząd prowincjała Polskiej Prowincji Misjonarzy Oblatów MN pełnił o. Ryszard Szmydki OMI. W latach 2014–2017 urząd prowincjała sprawował o. Antoni Bochm OMI. od 17 stycznia 2017 roku do 10 stycznia 
2023 roku prowincjałem był o. Paweł Zając OMI.  Od 10 stycznia 2023 do 17 kwietnia 2025 urząd prowincjała Polskiej Prowincji pełnił  o. Marek Ochlak OMI,  

## Święci i błogosławieni
- św. Eugeniusz de Mazenod
- Bł. Józef Gerard
- Bł. Józef Cebula
- Bł. Męczennicy Hiszpańscy
- Bł. Męczennicy Laotańscy